# Turia (Covasna)
Turia (ungarisch Torja) ist eine Gemeinde im Kreis Covasna in der Region Siebenbürgen in Rumänien.

## Geographische Lage

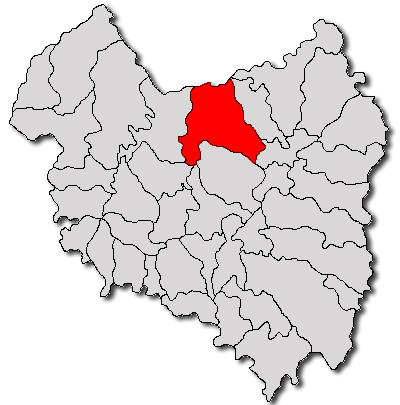
Lage der Gemeinde Turia im Kreis Covasna

Der Ort Turia liegt zehn Kilometer nordwestlich von der Kleinstadt Târgu Secuiesc und etwa 50 Kilometer nordöstlich von der Kreishauptstadt Sfântu Gheorghe entfernt.

Die Gemeinde hatte 2011 4027 Einwohner, 3959 waren Ungarn und 43 bekannten sich als Rumänen.
Die Stadt gehörte bis 1918 zu Ungarn und seitdem zu Rumänien.